# Гаврилець Великий
Гаврилець Великий (пол. Hawrylec wielki) — гірський потік в Україні, у Верховинському районі Івано-Франківської області на Гуцульщині. Лівий доплив Пруту, (басейн Дунаю).

## Опис
Довжина потоку 5 км, найкоротша відстань між витоком і гирлом 4,69  км, коефіцієнт звивистості потоку — 1,07 . Формується багатьма безіменними гірськими струмками. Потік тече у гірському масиві Чорногора (зовнішня смуга Українських Карпат).

## Розташування
Бере початок на північно-східних схилах гори Кукул (1539,4 м). Тече переважно на південний схід і у південно-східному присілку Ворохти впадає у річку Прут, ліву притоку Дунаю.

## Цікавий факт
- У пригирловій частині над потоком пролягає вулиця Говерлянська, яка прямує до Говерли та Говерлянського водоспаду.